# Голяновці
Голя́новці (болг. Голяновци) — село в Софійській області Болгарії. Входить до складу общини Костинброд.

## Населення
За даними перепису населення 2011 року у селі проживали 595 осіб.
Національний склад населення села:
| Національність   | Кількість осіб | Відсоток |
| ---------------- | -------------- | -------- |
| болгари          | 547            | 95,3%    |
| цигани           | 24             | 4,2%     |
| не визначились   | 0              | 0%       |
| Всього відповіли | 574            |          |

Розподіл населення за віком у 2011 році:
Динаміка населення: